# 厚肋龙属
厚肋龙（学名：Pachycostasaurus，意为“厚肋骨的蜥蜴”）是上龙亚目已灭绝的一个属，化石发现于英格兰彼得伯勒的牛津黏土组。

## 发现与命名
厚肋龙正模标本化石发现由业余地质学家兼博物馆志愿者艾伦·道恩（Alan Dawn）在彼得伯勒的一座采石场内发现，并由古生物学家亚瑟·科瑞克尚克（Arthur Cruickshank）、大卫·马提尔（David Martill）和莱斯列·诺埃（Leslie Noè）于1997年描述。该化石有着滑齿龙及扁鼻强龙所不具备的一系列独特特征。

## 描述
模式种道氏厚肋龙基于一件长约3（9.8英尺）的近完整标本（PETMG R338）。

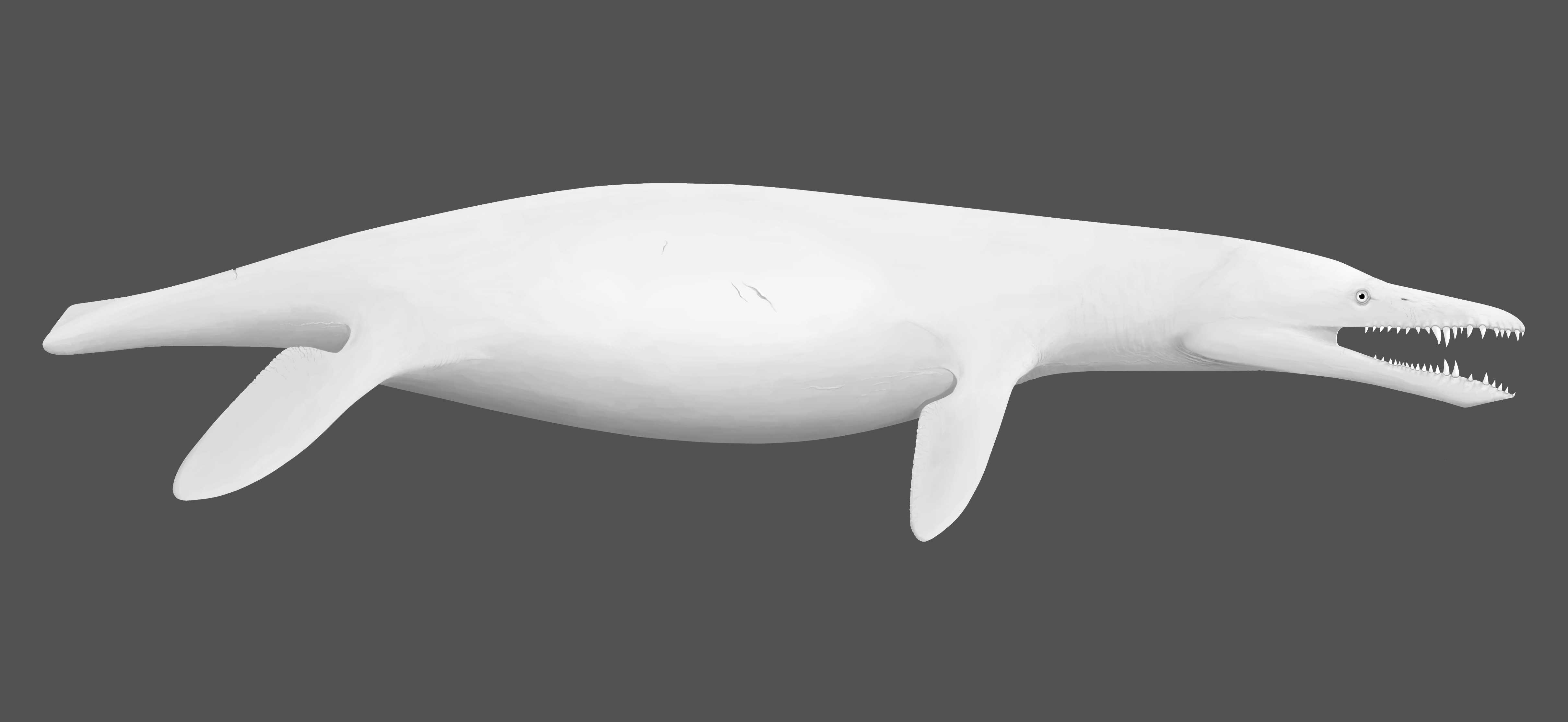
复原图

该属最明显的特征，可能是大而肥厚的肋骨以及被描述为轮廓呈“香肠形”的腹肋骨。上龙科的很多属（如蒙基拉龙）及某些现存动物（如儒艮与海牛）均存在骨肥厚。厚肋龙粗壮的桶形躯干，加上较短颈部及较小鳍状肢，表明其并非一种敏捷的游泳者。从这些材料中取下的骨组织切片显示其亦存在骨硬化（两种特征组合为骨肥厚硬化）。
正模标本下颌骨联合有5对粗壮的锥形齿（与同时期其它上龙科扁鼻强龙和滑齿龙相比，其长度是该属的明显特征）。头部约占身体全长20%，是当时大多数上龙科的典型特征。标本颈椎数至少为13节，颈椎具有短小椎体及较大神经管，除神经棘区域外无重度骨化（神经棘本身未与椎体融合，表明该标本生长不完全，也可能为幼态延续特征。）标本胸椎椎体轮廓呈三角形，背椎椎体严重骨化，中下孔模糊、前后面平坦。背椎前后关节突缩少，但神经棘增厚，中线前后有空腔。这是该属的另一个主要特征。厚肋龙肱骨很短、与体型相比较小、结构轻盈。

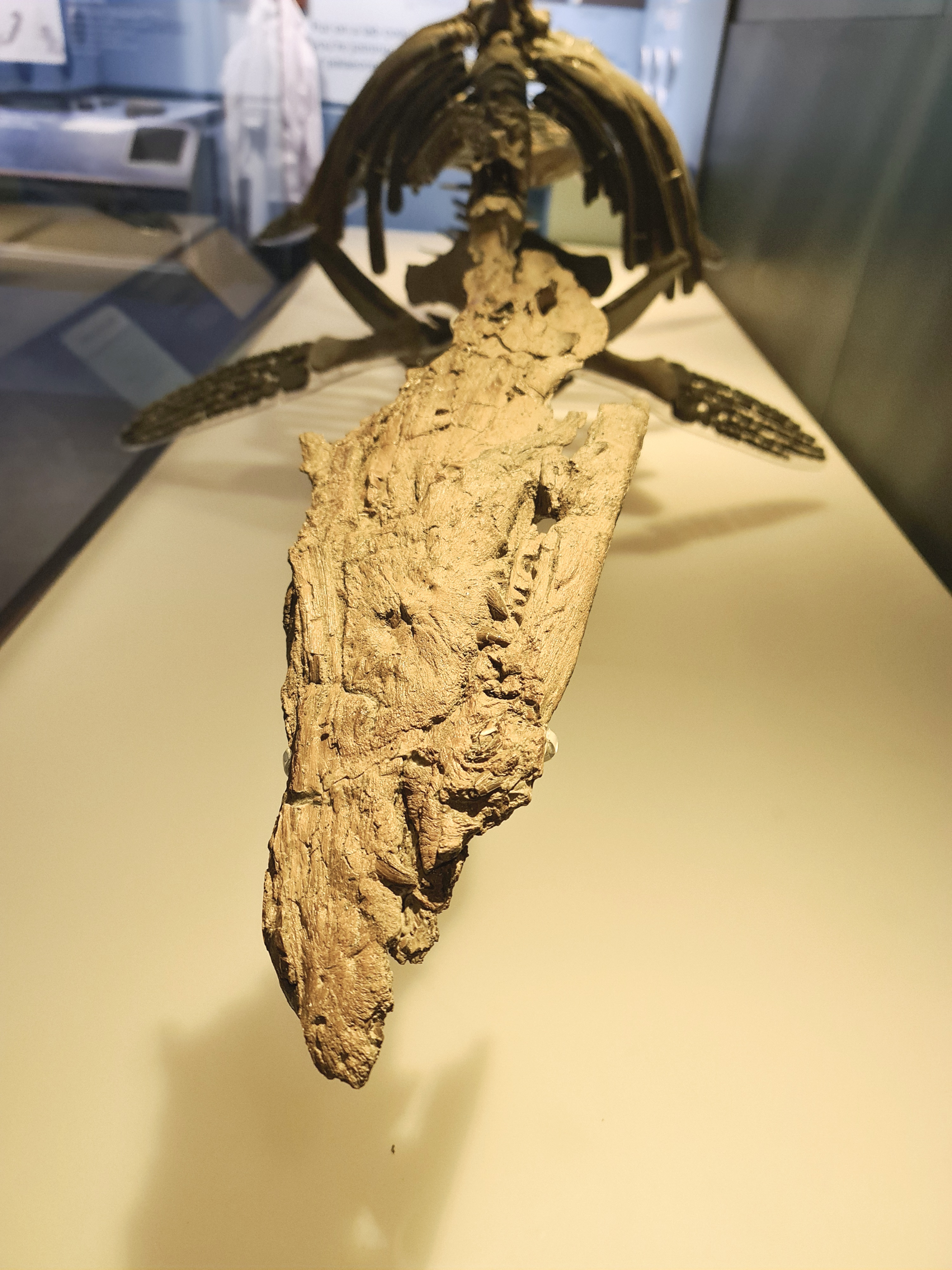
正模标本前视图

有人认为，尽管正模标本个体貌似为幼体或亚成体，其年龄可能并非这些不寻常骨结构的唯一原因。

## 古生物学
从解剖结构来看，厚肋龙很可能是种底栖掠食者。牙齿大小及形状表明，其捕食从柔软的乌贼目（如箭石）到硬骨鱼等动物，可能还吃一些较大的爬虫类。厚肋龙拥有结构轻盈的颅骨、短而弱的颌骨联合及腹中用于稳定自身、抵抗猎物翻滚的胃石。故厚肋龙是否和同时期其它上龙科一样扭转身体进食仍存在疑问。
该动物在地层中的化石稀缺，可能表明厚肋龙是漂移而来的。采石场的恐龙遗骸疑似是被淡水冲入海洋盆地，表明厚肋龙可能是种栖息于淡水／河口的生物，通过河流漂流到海洋环境中。然而该地层更多沿海和准海洋沉积物尚未出土任何蛇颈龙遗骸。另一种可能不太可能的解释是，厚肋龙是来自更远海域的深海动物，在石化之前漂流或迁移至浅海区域。